# Henry Hobson
Henry Hobson és un director de cinema anglès, conegut per la pel·lícula del 2015 Maggie

## Primers anys
Hobson va néixer a Salisbury, Wiltshire, Anglaterra. Hobson va completar la seva llicenciatura en arts al The London College of Printing i va fer el seu màster al Royal College of Art. Va començar la seva carrera com a dissenyador gràfic, creant seqüències de títols per a pel·lícules com Blancaneu i la llegenda del caçador, Robin Hood, Sherlock Holmes i The Lone Ranger. També va treballar a la popular sèrie de televisió The Walking Dead.
He spent over 15 years in this field before transitioning to directing.

## Carrera

### Maggie
Maggie, un thriller independent sobre una pandèmia viral, va presentar Arnold Schwarzenegger en un paper dramàtic rar com un pare que intenta protegir la seva filla infectada. La pel·lícula es va basar en un guió del guionista per primera vegada John Scott i es va completar amb un pressupost d'1,4 milions de dòlars. Schwarzenegger es va unir al projecte com a actor i productor després d'haver estat intrigat per la història. La pel·lícula es va estrenar al Festival de Cinema de Tribeca el 2015.
La seva formació en arts visuals ha influït molt en el seu enfocament a la realització de cinema. El seu ús de la narració visual és una de les característiques definitòries de la pel·lícula.

### Premis Oscars de 2014
Hobson va dissenyar la majoria dels elements visuals per a les presentacions a les categories dels Premis Oscar de 2014. Hobson havia treballat als Oscars des del 2009 i va tenir l'encàrrec de crear seqüències de títols distintives i elegants per a vint-i-tres de les vint-i-quatre categories de la cerimònia del 2015. Les seves contribucions incloïen els elements 3D per a la categoria d'efectes visuals i transicions creatives com ara el maquillatge per a les categories d'actuació. Un moment destacat va ser el muntatge a la millor pel·lícula, que va combinar hàbilment imatges icòniques de Birdman i Selma. La seva diapositiva per a  American Sniper presentava bales trencant la pantalla per formar la bandera estatunidenca. Un altre aspecte destacat va ser Birdman, on un esbós d'aquarel·la negra es va dissoldre en un estol d'ocells. Aquests dissenys creatius van demostrar la capacitat d'Hobson per superar els límits mentre es manté fidel a l'esperit de cada pel·lícula.